# Носрати, Мохаммад
Мохаммад Носрати (перс. محمد نصرتی‎, англ. Mohammad Nosrati; 11 января 1982, Кередж, Иран) — иранский футболист, игравший на позиции защитника. С 2002 по 2013 год выступал за национальную сборную Ирана.

## Клубная карьера
Во взрослом футболе дебютировал в 1999 году выступлениями за команду клуба «ПАС Тегеран», в котором провёл один сезон.
В течение 2000—2001 годов защищал цвета команды клуба «Абумослем».
Своей игрой за последнюю команду вновь привлек внимание представителей тренерского штаба клуба «ПАС Тегеран», в состав которого вернулся в 2001 году. На этот раз сыграл за команду из Тегерана следующие шесть сезонов своей игровой карьеры.
С 2007 по 2016 год играл в составе команд клубов «Персеполис», «Ан-Наср» (Эр-Рияд), «Трактор Сази», «Пайкан» и «Гостареш Фулад».
В состав клуба «Машин Сази» присоединился в 2016 году, отыграв за команду 18 матчей в национальном чемпионате. В 2017 году перешёл в клуб Нафт Тегеран, за который выступает и на сегодняшний день.

## Карьера в сборной
В 2002 году дебютировал в официальных матчах в составе национальной сборной Ирана. Провёл в форме главной команды страны 81 матч, забив 5 голов.
В составе сборной был участником кубка Азии по футболу 2004 года в Китае, на котором команда завоевала бронзовые награды, чемпионата мира 2006 года в Германии, кубка Азии по футболу 2007 года и кубка Азии по футболу 2011 года в Катаре.

## Достижения

### Клубные
«ПАС Тегеран»
- Серебряный призёр Иранской Про-лиги (3): 2003, 2004, 2005

 «Персеполис»
- Серебряный призёр Иранской Про-лиги (1): 2007

 «Трактор Сази»
- Серебряный призёр Иранской Про-лиги (1): 2012
- Обладатель Кубка Хазфи (1): 2013

### Национальные
«Иран»
- Чемпион Азиатских игр (1): 2002
- Чемпион Федерации футбола Западной Азии (1): 2004
- Чемпион Кубка вызова АФК/ОФК (1): 2003